# Charles Edward Hooper
Pour les articles homonymes, voir Hooper.
Charles Edward Hooper (1864-1932 ?) est un philosophe britannique né à Orpington en 1864. Il est nommé secrétaire de la Rationalist Press Association entre 1899 et 1913. Il a participé, avec Charles Albert Watts, à la publication de la revue The Literary Guide.
Charles Edward Hooper est l'auteur de plusieurs ouvrages et articles sur différentes problématiques philosophiques. Il s'intéresse notamment à la structure des connaissances humaines, une thématique qu'il aborde dans un ouvrage consacré à la classification des sciences, intitulé The anatomy of knowledge (1906). Ardent militant en faveur de la paix dans le monde, il est également l'auteur de plusieurs écrits politiques.

## Œuvres principales
- The anatomy of knowledge: An essay in objective logic, London, Watts 1906.
- « The Meaning of “The Universe” », in Mind, vol. 26, no 103, p. 273‑290, 1917.
- « Common Sense and the Rudiments of Philosophy », in Mind, vol. 30, no 120, p. 501‑502, 1921.
- The Need of the Nations: An International Parliament, London, Watts, 1907.